# يوناس هكتور
يوناس هكتور (بالإنجليزية: Jonas Hector)‏ هو لاعب كرة قدم ألماني في مركز الظهير الأيسر ولد في يوم 27 مايو 1990 في مدينة ساربروكن في ألمانيا الغربية، يلعب حالياً مع نادي كولن وسبق له اللعب مع نادي أوريسماكر ولعب مع منتخب ألمانيا لكرة القدم ويبلغ طوله 185 سم.

## وصلات خارجية
- يوناس هكتور على موقع الاتحاد الدولي (مؤرشف)  (الإنجليزية)
- يوناس هكتور على موقع الاتحاد الأوربي (الإنجليزية)
- يوناس هكتور على موقع قاعدة بيانات كرة القدم.إي يو (الإنجليزية)
- يوناس هكتور على موقع بيانات كرة القدم. دي إي (الألمانية)
- يوناس هكتور على موقع ناشيونال فوتبول تيمز (الإنجليزية)
- يوناس هكتور على موقع Soccerbase.com (لاعب) (الإنجليزية)
- يوناس هكتور على موقع Soccerway.com (الإنجليزية)
- يوناس هكتور على موقع عالم كرة القدم.نت (الإنجليزية)
- يوناس هكتور على موقع AS.com (الإسبانية)